# Sant Joan d'Aiguaviva
Sant Joan d'Aiguaviva és una església d'Aiguaviva (Gironès).
Situada a l'extrem de la plaça, s'hi accedeix per unes escales. És un edifici gòtic amb un absis i un creuer neoclàssic, igualment que la petita portalada construïda l'any 1830.

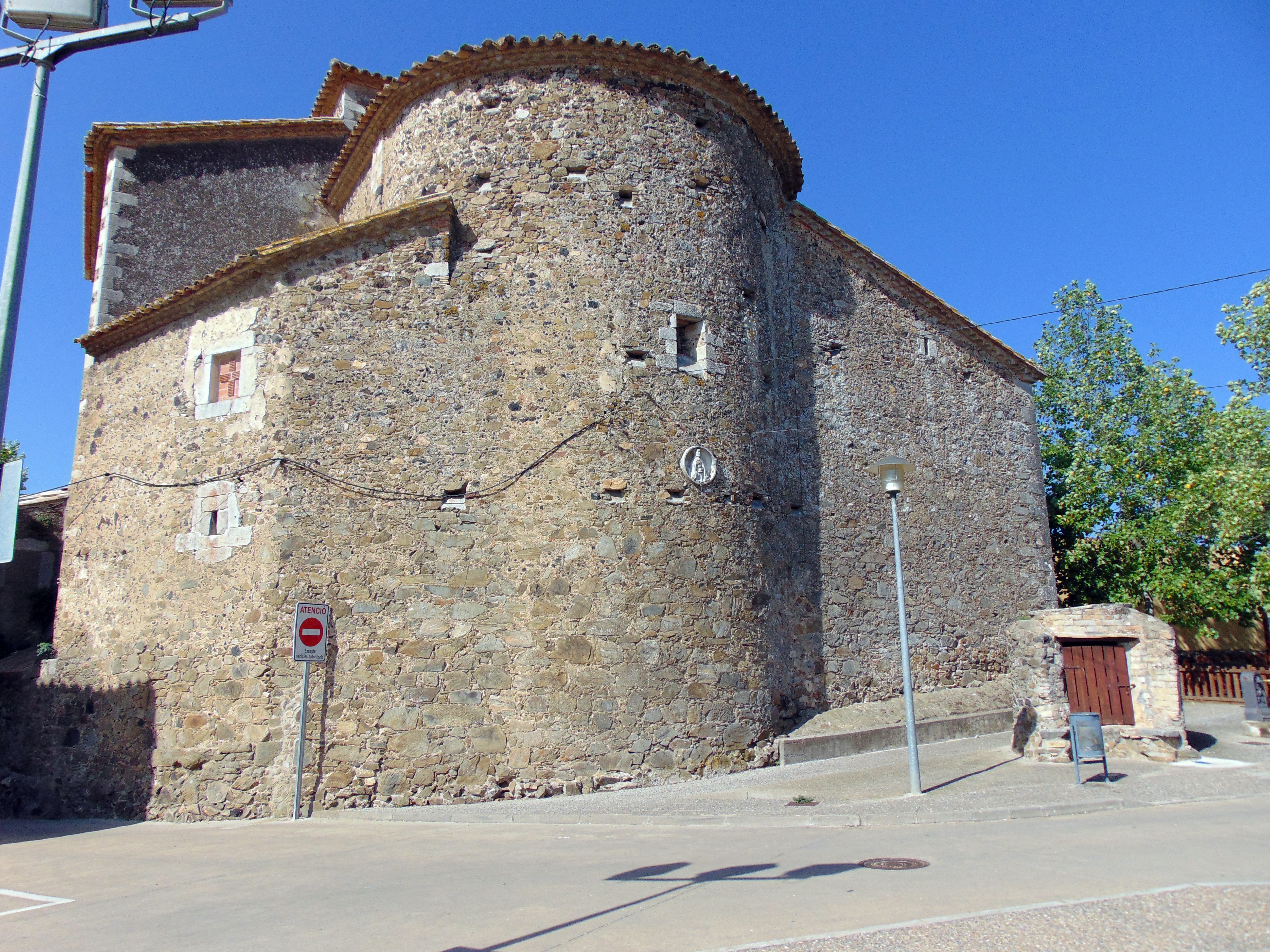
Absis de l'església

## Història
El temple romànic que apareix en un document del bisbe Teuter el 882 i en diversos documents del segle xi no té res a veure amb l'actual església. La parròquia de Sant Joan va ser l'embrió de l'antic nucli d'Aiguaviva que pertanyia a al monestir de Breda, documentat en el 1246.
L'11 de maig de 1492, la Universitat d'Aiguaviva, va decidir aixecar una nova església gòtica i un campanar al mateix indret on hi havia l'església i el campanar romànics, que es van enderrocar. A finals del segle xvii es va ampliar l'església enderrocant l'absis i dos altars laterals, que es van substituir per un creuer i un altar major, modificant també l'entrada principal.

## Detalls

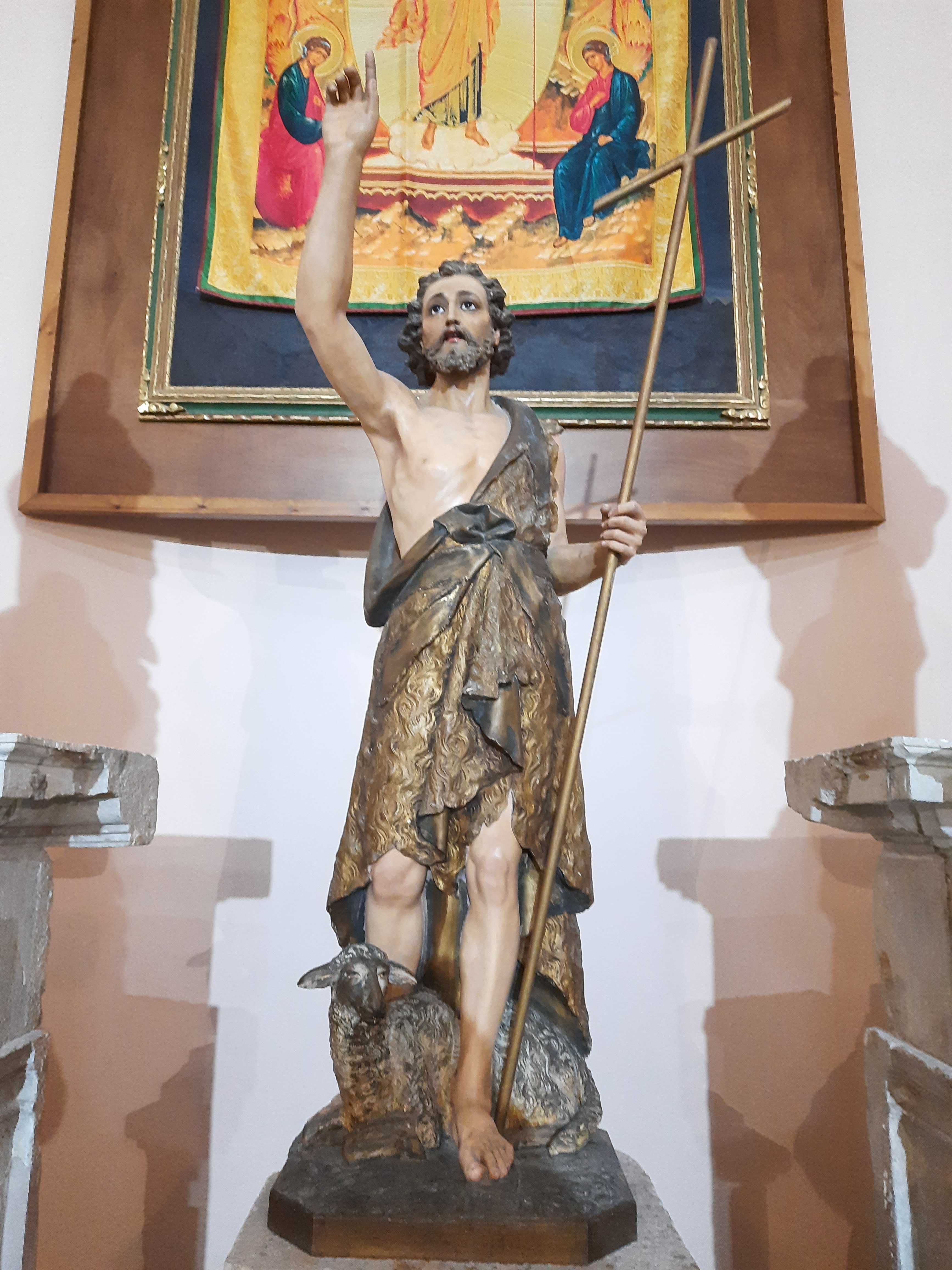
El patró sant Joan Baptista

La imatge de la Santa Maria de Vilademany, talla d'alabastre del segle xv que ara (2017), per raons de seguretat, és guardada a la sagristia d'aquesta església de Sant Joan d'Aiguaviva.